# Black Notley
Black Notley est un village et une paroisse du district de Braintree, dans le comté de l'Essex (Angleterre). Selon le recensement de 2001, sa population est de 1 646 personnes. Le village est à environ trois kilomètres au sud de Braintree.
C'est la ville natale de l'antiquaire Richard Symonds (1617-1660) et du naturaliste britannique John Ray (1627-1705).